# هكتور لوسون
هكتور لوسون (بالإنجليزية: Hector Lawson)‏ (21 مايو 1896 في المملكة المتحدة - 1971) هو مدرب كرة قدم ولاعب كرة قدم بريطاني (وحمل سابقاً جنسية المملكة المتحدة لبريطانيا العظمى وأيرلندا) في مركز الهجوم. لعب مع برايتون أند هوف ألبيون ونادي أبردين ونادي رينجرز ونادي شامروك روفرز ونادي ليفربول ونيوبورت كونتي وهاميلتون أكاديميكال ونادي كلايد ونادي أردريونيانز وفايل أوف ليفن ‏ ونادي لانارك الثالث.